# 克氏新南乳魚
克氏新南乳魚，為輻鰭魚綱胡瓜魚目南乳魚科的其中一種，分布於塔斯馬尼亞島的淡水水域，體長可達12.5公分，棲息在溪流、沼澤、水塘，屬肉食性，以昆蟲等為食，生活習性不明。

## 擴展閱讀
維基物種上的相關：克氏新南乳魚